# Ионеску, Вали
Вали Ионеску-Константин (также Валерия Ионеску; род. 31 августа 1960, Турну-Мэгуреле, Телеорман) — румынская легкоатлетка, прыгунья в длину.
1 августа 1982 года улучшила мировой рекорд в прыжках в длину, с 7,09 до 7,20 м, завоевав титул чемпиона Европы. В 1984 году завоевала серебряную олимпийскую медаль, проиграв соотечественнице Анишоаре Станчу, но обойдя британку Сьюзан Херншоу. Ионеску всю свою карьеру провела в клубе Rapid Bucuresti, а позже работала там тренером и чиновником.